# Schloss Neuberghausen

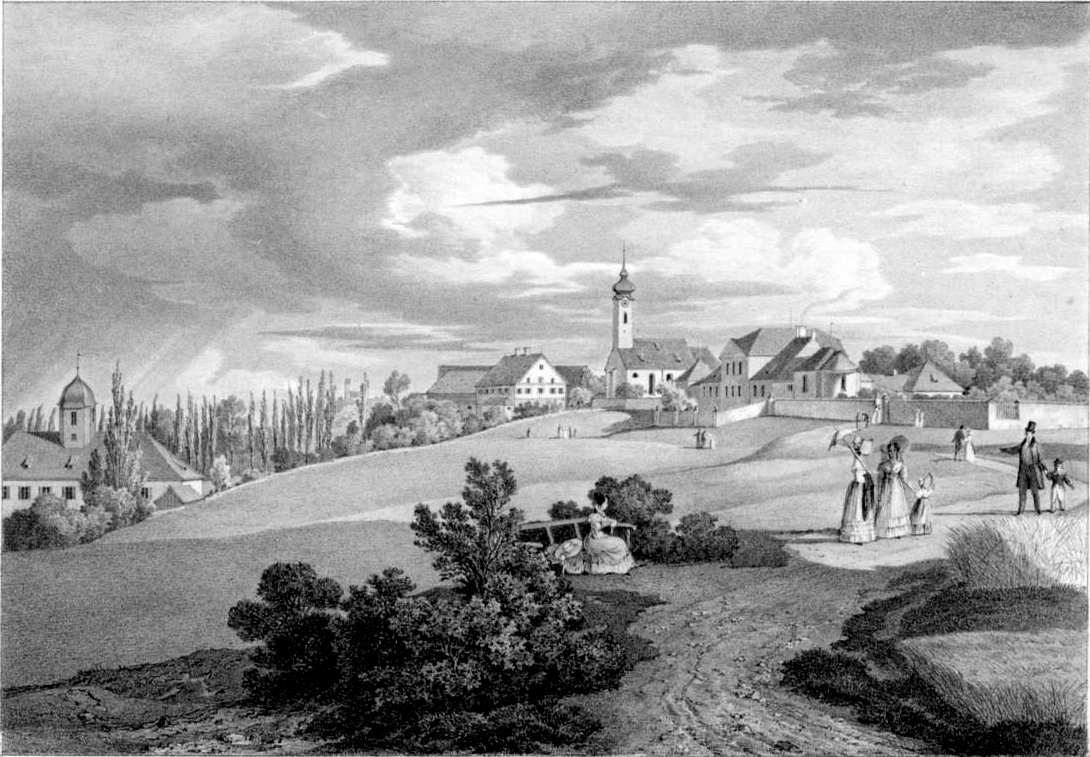
Hompesch-Schlössl am Hang rechts neben der Kirche St. Georg und dem Pfarrhaus, links am Bildrand im Tal das Bad Brunnthal, Gemälde von Carl August Lebschée, 1818

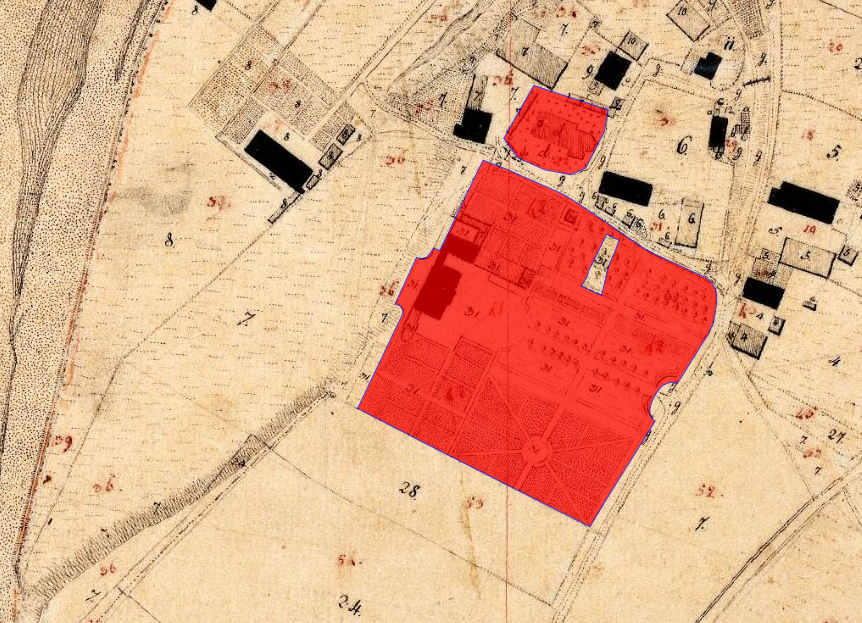
Lageplan von Schloss Neuberghausen auf dem Urkataster von Bayern

Das Schloss Neuberghausen, auch Hompesch-Schlössl genannt, war ein 1862 abgebrochener Edelsitz im heutigen Münchner Stadtteil Bogenhausen.

## Geschichte
Das Gut, ein ehemaliges Lehen der Bischöfe von Freising, kam 1453 an die Münchner Patrizierfamilie Astaller und wurde 1740 durch Caspar Gregor von Lachenmayr von Clemens Gaudenz Graf zu Toerring von Seefeld erworben. Der Besitz wurde 1741 als Neuberghausen in die Landtafel eingetragen. Mit einem Neubau wurden Johann Baptist Gunetzrhainer und François de Cuvilliés der Ältere beauftragt. Später ging das Gut an August Joseph Graf Toerring-Jettenbach über. Im Jahr 1808 wurde es an den früheren bayerischen Finanzminister Johann Wilhelm von Hompesch verpachtet, der schon ein Jahr später verstarb, dessen Name dem Bau aber verblieb.

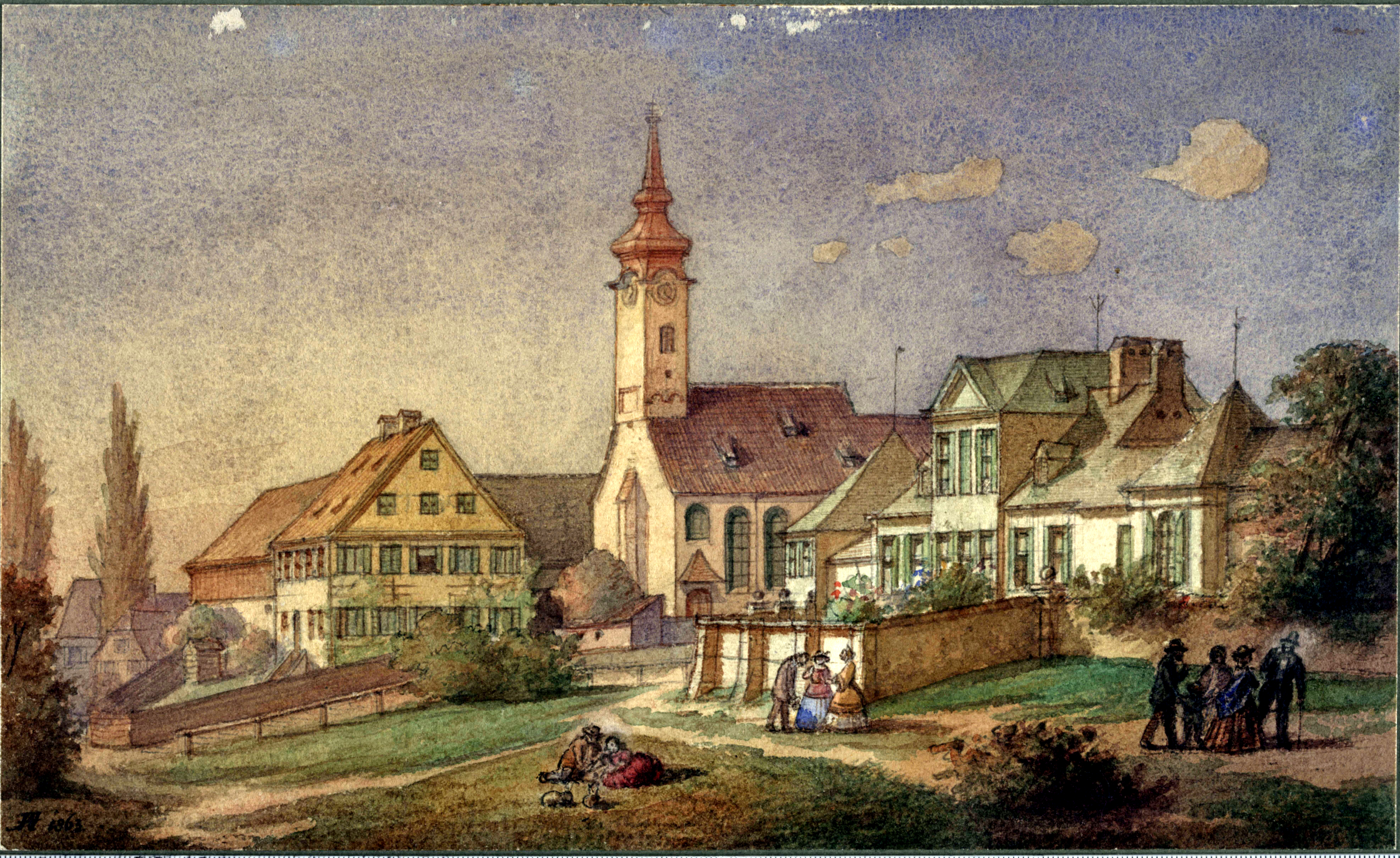
Aquarell von Anton Höchl mit dem Schloss und der Georgskirche

Im Jahr 1827 kaufte die Tivoliwirtin Maria Buchmayer den Komplex und eröffnete dort die unter dem Namen „Gastwirtschaft Neuberghausen“ bekannte Einkehr, in der auch Prominenz wie der Dichter Heinrich Heine verkehrte. Um 1860 wurde das Areal von König Maximilian II. erworben, der nach Abbruch des Schlösschens im Jahr 1862 dort die Beamtenreliktenanstalt errichten ließ, die ihrerseits im Zweiten Weltkrieg zerstört und deren Ruine 1945 abgebrochen wurde. 1956 wurde ein von Paul Schmitthenner geplantes Schulgebäude auf dem Gelände errichtet.

## Bau
Das Schlösschen war ein „nobler Herrensitz“ mit „berühmten Terrassengärten“. 1863 schuf der Maler Anton Höchl ein Aquarell von dem mittlerweile abgebrochenen Bau.